# 이상한 나라의 러블리즈
《이상한 나라의 러블리즈》는 ‘이상한 나라의 앨리스’에서 모티브를 얻은 러블리즈의 리얼리티 프로그램이다.

## 방송 시간
| 방송 채널 | 방송 기간                        | 방송 시간                                     | 비고   |
| --------- | -------------------------------- | --------------------------------------------- | ------ |
| SBS MTV   | 2016년 2월 16일 ~ 2016년 4월 5일 | 화요일 오후 7시 ~ 오후 8시                    | 본방송 |
| SBS FunE  | 2016년 2월 17일 ~ 2016년 4월 6일 | 수요일 오후 11시 50분 ~ 목요일 오전 00시 50분 | 재방송 |

## 방송 사고
《이상한 나라의 러블리즈》마지막회 8회에서 다이아몬드 팀의 추로스미션부터 영상과 오디오싱크가 맞지 않는 사고가 일어났다. 재방송분에서는 영상과 오디오 싱크가 맞게 나왔다.